# Próspero Cimaglia
Próspero Cimaglia ( Italia, 1876 – Buenos Aires, Argentina 29 de julio de 1933 ) fue un flautista, guitarrista, pianista, director de orquesta y compositor que cuenta varios tangos entre las obras de su autoría.

## Actividad profesional
Desde por lo menos 1905 dirigió su propio conservatorio llamado Primera Academia de Mandolín, Violín y Solfeo, ubicado en la calle Charcas 1986 de la ciudad de Buenos Aires.
Para la discográfica Columbia Records grabó en 1912, algunos solos de mandolina y, en otras placas, con su Rondalla Terceto Cimaglia, integrado por guitarra, violín y mandolín, que dirigía, grabó varias obras que incluían tangos.
Entre las obras de su autoría cabe recordar a los tangos
A la vuelta, El bollitero,  Che Nación ,  El curioso ,  El merengue ,  Quitale el machete al chafe  y tres píezas cuyos títulos han sido usados también por otros autores: los tangos   Pabellón de las rosas  y  Una noche de garufa  (su homónimo es de Eduardo Arolas) y el vals  Amor y primavera  (hay otra famosa pieza famosa de Emil Waldteufel. También escribió el estilo  Pedigüeño .
También escribió ña música de la película La canción del gaucho  (1930) dirigida por José Agustín Ferreyra.

## Obras registradas a su nombre en SADAIC
Las obras registradas a nombre de Próspero Cimaglia en SADAIC son las siguientes:
- Alma real
- Añoranza campera con Felisa Díaz Vélez
- Caja de sorpresa
- El tigre
- Lamento gaucho con Ellauri Obligado
- Soir de poesie	(1946)
- Vals característico (1940)